# Союз пяти
«Союз пяти» — научно-фантастический рассказ русского писателя Алексея Толстого, написанный в августе 1924 года.

## Публикация
Впервые рассказ был опубликован под названием «Семь дней, в которые был ограблен мир» в первой книге ленинградского альманаха «Ковш» в 1925 году. В том же году рассказ был напечатан без изменений в одноимённом сборнике рассказов под названием «Союз пяти». В 1927 году Толстой включил рассказ в 9-й том собрания сочинений, подправив стиль и добавив две фразы в финал рассказа:

Мы объявим войну всех против всех, мы будем руководить этой бойней, где погибнет слабый и где сильный приобретёт волчьи мускулы… И тогда мы наденем железную узду на возрождённого зверя…

## Сюжет
Союз пяти — это сообщество американских магнатов во главе с Игнатием Руфом. Капиталисты решают подчинить себе мир оригинальным способом — произведя всеобщий психоз через уничтожение Луны. Они прибегают в этом предприятии к помощи инженера Корвина, который соглашается за щедрое вознаграждение. Они пускают на весь мир такой слух, что Луна из-за резкого перепада дневных и ночных температур на своей поверхности рано или поздно рассыплется и, более того, этого нужно ждать в самое ближайшее время. На необитаемом острове Корвин строит обсерваторию, которая маскирует станцию запуска, откуда вскоре запускаются ракеты на Луну, несущие достаточно мощные заряды для уничтожения спутника. Чтобы не оставлять свидетелей, Союз Пяти взрывает весь остров. Луна рассыпается 29 ноября на части на глазах миллионов зрителей, которые смотрели на пролетающую в этот день комету Биелы. В газетах пишут о том, что Луна разбита кометой Биелы. Именно это и планировали члены пятёрки.
Уничтожение Луны становится причиной обвала Фондовой биржи, что позволяет Союзу Пяти завладеть двумя третями мирового капитала. Полностью подчинив себе мировую экономику магнаты объявляют диктатуру Союза Пяти, но вскоре обнаруживают, что окружающие отказываются признавать господство миллиардеров. Мало того, люди игнорируют само понятие капитала и имущества — становится ясно, что своей авантюрой Игнатий Руф вызвал куда более глобальные общественные изменения, чем просто обвал рынка.

## Связь с другими произведениями
- Использованная в рассказе идея разоблачения американских магнатов, использовавших науку для власти над миром, получила своё более глубокое развитие в романе «Гиперболоид инженера Гарина»[4], где инженер Гарин использует свой гиперболоид для бурения земной коры, чтобы добыть оттуда жидкое золото и обесценить его, сокрушив мировую экономику.
- Примечание автора о том, что все физические и астрономические данные в рассказе верны, не распространяется на упоминание Корвиным космического полёта на Марс инженера Лося из романа «Аэлита».[4]
- Теория о распаде Луны из-за резкого перепада температур на поверхности спутника нашла своё отображение и в романе писателя-фантаста Александра Беляева «Звезда КЭЦ».